# Azaghal (zespół muzyczny)
Azaghal – fiński zespół wykonujący black metal, założony w 1995 roku.

## Skład zespołu

### Obecni członkowie
- Narqath – gitara, gitara basowa, śpiew
- Niflungr – śpiew
- JL Nokturnal – gitara basowa, gitara, perkusja
- Chernobog – perkusja

### Byli członkowie
- Varjoherra – śpiew, perkusja
- Kalma / v-KhaoZ / VRTX (Ville Pallonen) – perkusja
- T.M. Blastbeast – perkusja

## Dyskografia

### Albumy
- 1999 Mustamaa
- 1999 Helvetin Yhdeksän Piiriä
- 2000 DeathKult MMDCLXVI (Album kompilacyjny)
- 2001 Ihmisviha (Album kompilacyjny)
- 2002 Of Beasts And Vultures
- 2004 Perkeleen Luoma
- 2005 Codex Antitheus
- 2006 Luciferin Valo
- 2008 Omega
- 2009 Teraphim
- 2012 Nemesis[1]

### Minialbumy i splity
- 1999 Harmagedon (EP) (EP)
- 2000 Uusi Suomalainen Black Metal Tulokas (Split)
- 2001 Suicide Anthems / Dark Blasphemous Moon (Split)
- 2002 Helwettiläinen (EP)
- 2002 Black Metal War (Split)
- 2003 Omenne (Split)
- 2003 Unholy Terror Union (Split)
- 2003 Kyy (EP)|Kyy (EP)
- 2004 Krieg / Azaghal (Split)
- 2004 None Shall Escape... (Split)
- 2004 Neljä Vihan Vasaraa / Four Hammers of Hate (Split)
- 2006 Azaghal Terror Cult / Wrath (Split)

### Dema
- 1998 Demo I
- 1998 Noituuden Torni
- 1998 Kristinusko Liekeissä
- 2001 Black Terror Metal